# Patria grande
Patria grande (în portugheză, pátria grande ) sau magna patria  , scrisă în mod obișnuit cu majuscule inițiale Patria Grande sau Magna Patria, este un concept politic care se referă, în principiu, la federalizarea sau unirea statelor Americii Latine, constituind o singură unitate politică sau un singur stat . Este o extensie a conceptului de patrie la toată America Latină și Caraibe .  
Conceptul este asociat cu ideea integrării latino-americane a eliberatorilor, în special Simón Bolívar și José de San Martín,  cu proiectul lor de promovare a integrării latino-americane și de unificare politică a națiunilor hispano-americane, opunându-se balcanizării Imperiului Spaniol în America, după războaiele de independență hispano-americane .  

## Originea termenului
Deși a fost folosit de armata și omul de stat uruguayan José Artigas,   conceptul este atribuit scriitorului argentinian Manuel Baldomero Ugarte⁠(d), care l-a popularizat în 1924, în cartea sa La patria grande, în care și-a adunat discursurile., rostit în diferite țări din America Latină, pentru a promova ideea de unitate între aceste țări,  unul dintre aceste discursuri a fost cel din 1912, în timpul campaniei sale hispano-americane:
"Trebuie să păstrăm colectiv, național, continental, marele set comun de idei, tradiții și propria noastră viață, întărind din ce în ce mai mult sentimentul care ne unește, pentru a realiza în viitor printre noi și în conformitate cu spiritul nostru, democrația totală care va fi Marea patrie a viitorului." 
Într-o altă lucrare a lui, El porvenir de la América latina, Ugarte conturase deja o politică globală aplicabilă tuturor fostelor colonii spaniole și portugheze . 
Ideea unei patrii mari este însă mult mai veche. A existat deja în anii 1810, în timpul procesului de independență al Americii Latine. Caudillo José Artigas a reușit să formeze o națiune unită unde se afla viceregatul Río de la Plata, care include astăzi țări precum Argentina și Uruguay .  Artigas a impus și o legislație progresivă în acel teritoriu, cu scopul de a-i favoriza pe cei mai săraci. El a fost responsabil pentru prima reformă agrară din America Latină. Proiectul său, însă, a eșuat din cauza invaziei străine care a urmat, care a stabilit status quo-ul anterior. 

Un sinonim pentru „patria grande” este „magna patria”, acesta fiind titlul unui eseu din 1905 al scriitorului și politicianului oriental José Enrique Rodó publicat în lucrarea sa El mirador de Próspero din 1913 : 
«[. . . ] Patria este America spaniolă pentru hispanici americani. În sentimentul patriei, există un sentiment de adeziune nu mai puțin firesc și indestructibil, la provincie, la regiune, la regiune; iar provinciile, regiunile sau districtele acelei mari patrii a noastră sunt națiunile în care este împărțită politic. Din partea mea, mereu am înțeles așa, sau, mai bine, așa am simțit-o mereu. Unitatea politică care consacră și întruchipează această unitate morală — visul lui Bolívar — este încă un vis, a cărui realitate poate să nu fie văzută de generațiile în viață de astăzi. Contează! Italia nu a fost doar „expresia geografică” a lui Metternich, înainte ca sabia lui Garibaldi și apostolatul lui Mazzini să o constituie ca expresie politică. Era ideea, numenul patriei, era patria însăși sfințită de toate uleiurile tradiției, legii și gloriei. Italia una și personală a existat: mai puțin corporală, dar nu mai puțin reală; mai puțin tangibil, dar nu mai puțin vibrant și intens decât atunci când a căpătat culoare și contururi pe harta națiunilor.”   

## Context

### Secolele XV și XIX
Colonizarea spaniolă a Americii a început în 1492 și, în cele din urmă, a făcut parte dintr-un proces istoric de colonialism pentru restul lumii, prin care diferite puteri europene — printre care Anglia, Spania, Franța, Portugalia și țările Țările de Jos — au anexat cantități semnificative din teritoriile si popoarele Americii, Asiei si Africii intre secolele al XV-lea si al XX- lea.
America spaniolă a devenit pentru o lungă perioadă de timp partea principală a Imperiului Spaniol . Cu toate acestea, o combinație între punctul culminant al independenței americane și invazia Spaniei de către Napoleon în 1808, împreună cu preluarea puterii de către fracțiunea liberală care a căutat o monarhie constituțională în Spania - în timpul așa-numitului Trieniu liberal (1820-1823) - a favorizat dezintegrarea promptă a imperiului menționat, odată ce starea de lucruri a luat sfârșit. În provinciile de peste mări au început o serie de războaie fratricide promovate de elitele creole, care s-au încheiat cu crearea mai multor republici independente. Până în 1830, singurele teritorii spaniole din America spaniolă erau insulele Cuba și Puerto Rico, acestea au căzut în timpul războiului hispano-american din 1898. 

## Istoria națiunii latino-americane
Această lucrare a istoricului argentinian Jorge Abelardo Ramos a fost difuzată de președinții, Hugo Chávez din Venezuela, Lula Da Silva din Brazilia, José Pepe Mujica din Uruguay, printre alți lideri latino-americani. Această carte a fost tradusă în portugheză de Editora Isular a lui Nelson Rolin de Moura din Brazilia și de Editorial Continente a lui Jorge Gurbanov din Argentina. A fost declarată de interes parlamentar de către Congresul Națiunii Argentine, care a reeditat-o în 2005 pentru a fi distribuită gratuit în colegii și universități. America Spaniolă, Ibero-America sau Indo-America au devenit o America fragmentată și divizată, urmând diferitele grupuri creole și native care au rămas la putere odată ce dominația spaniolă a fost ruptă. Având în vedere acest lucru, de-a lungul timpului au existat diverse curente care au căutat să reunească țările care făceau anterior parte din acel imperiu, sub premisa că există legături comune, o limbă comună și o istorie comună. Deși nu există experiențe de succes de unificare politică, au fost construite diferite instrumente instituționale care avansează către o mai bună integrare regională, cum ar fi Unasur, Mercosur și Alianța Pacificului .

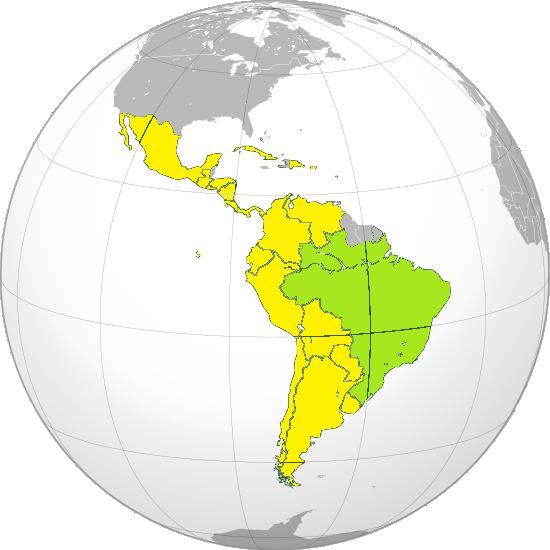
Harta Iberoamericii. Marea patrie ar putea fi definită și ca unificarea acestor țări în America Latină.

La mijlocul secolului XX, revoluția cubaneză, pătrunsă de naționalismul revoluționar al lui José Martí, a făcut din nou această temă centrală, legând luptele de eliberare națională de luptele de eliberare socială, demonstrând că acestea sunt, până la urmă, una și aceeași. În ultima vreme, ideile legate de patria grande au ocupat din nou în centrul atenției datorită mișcărilor populare puternice și liderilor politici precum fostul președinte venezuelean Hugo Chávez . 
Conceptul este folosit de personalități politice de stânga din America de Sud, inclusiv fostul președinte argentinian Cristina Fernández de Kirchner,  fostul președinte ecuadorian Rafael Correa  și fostul președinte venezuelean Hugo Chávez .  

### Brazilia în Patria grande
Brazilia este o țară vorbitoare de portugheză, moștenitoare a fostului Imperiu Portughez din America, nu este inclusă în patria grande. Pentru Luiz Inácio Lula da Silva, marea patrie nu ar trebui să închidă porțile. 

## Vezi si
- Organizația Statelor Ibero-Americane pentru Educație, Știință și Cultură
- Jose Mujica
- America Latină